# Изотахофорез

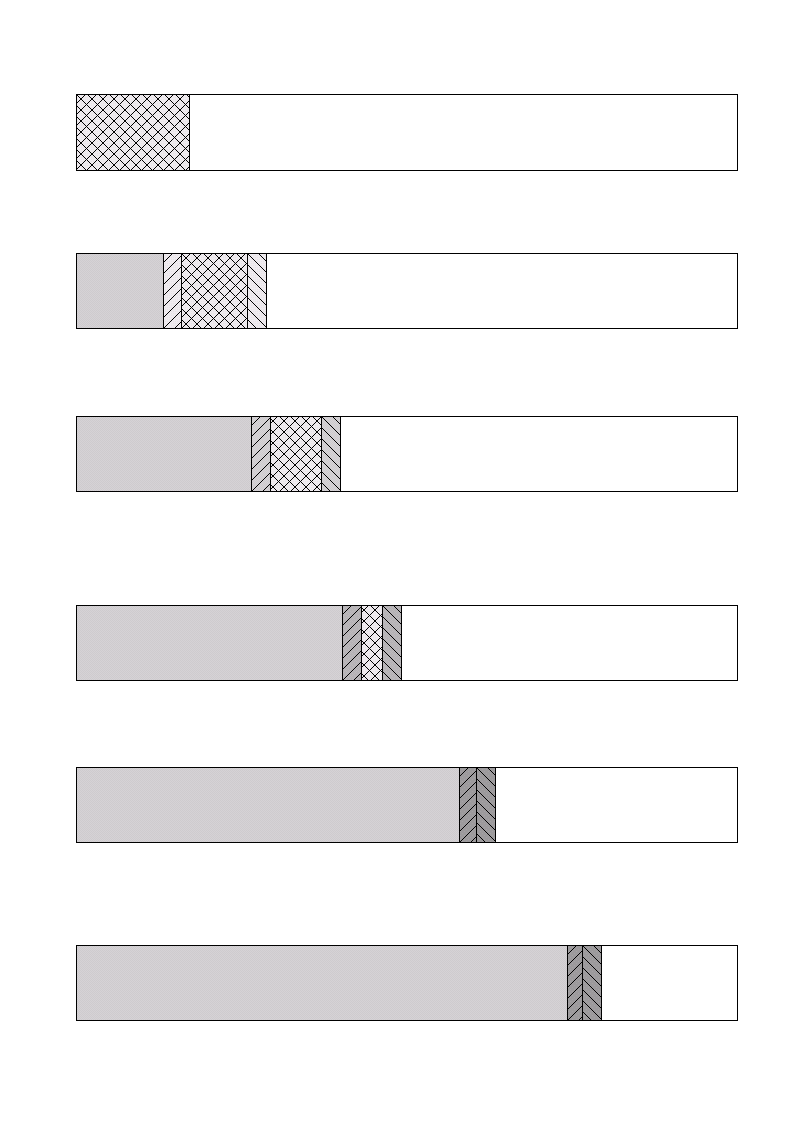
Этапы разделения двух образцов при помощи изотахофореза:
Белый цвет — ведущий электролит, серый — замыкающий электролит, заштрихованы — анализируемые образцы

Изотахофорез (ИТФ) — метод разделения различных типов ионов по их подвижности в электрическом поле.
При ИТФ все виды ионов мигрируют в одном направлении, образуя набор зон, находящихся в равновесном состоянии и перемещающимися с одинаковыми скоростями.

## Теоретические основы метода
В основе метода ИТФ лежит система, состоящая из трех различных электролитов, объединенных общим противоионом:
- ведущий электролит, содержащий анионы с наиболее высокой электрофоретической подвижностью, располагается в анодной области;
- замыкающий электролит, содержащий анионы с минимальной подвижностью, располагается в катодной области;
- смесь электролитов анализируемой смеси, содержащая анионы с промежуточной подвижностью.

Если через эту систему пропустить электрический ток, то анионы расположатся последовательно в соответствии с их электрофоретической подвижностью, ведущий в области анода, замыкающий в области катода, остальные между ними в виде узких зон с четкими концентрационными границами. Ширина отдельных зон по завершении процесса соответствует абсолютному количеству в смеси того или иного аниона.
Поскольку отдельные зоны располагаются последовательно. они практически соприкасаются, поэтому в исследуемый образец вносят буферный раствор, содержащий анион с промежуточной подвижностью, зона которого встроится в полученную последовательность и раздвинет зоны исследуемых анионов. Эти вспомогательные зоны называются спейсерами — разделителями, функции которых выполняют амфолиты-носители, используемые в методе ИЭФ. особенностью метода ИТФ является то, что процесс сопровождается концентрированием зон, эффект от которого приводит к разрешению, сравнимому и даже превосходящему разделение методом ИЭФ. Результаты разделения смесей методом ИТФ фиксируются на ленте самописца в виде графика измерения трех параметров:
- интегральная кривая тепловыделения: по этой кривой можно определить разницу температур между соседними зонами, что служит мерой градиента напряжённости электрического поля, то есть разницы электрофоретических подвижностью двух ионов
- дифференциальная кривая тепловыделения: длина отрезков этой кривой соответствуют ширине зоны вещества, а также служит мерой абсолютного количества вещества в пробе
- кривая поглощения в УФ-свете: длина отрезков этой кривой соответствует значению экстинкции вещества. Зная коэффициент молярной экстинкции вещества, можно определить абсолютное содержание вещества в пробе, а также вычислить его концентрацию в зоне.

## Приборы для изотахофореза
Аналитический изотахофорез проводят в капиллярном приборе для изотахофореза, в тефлоновом капилляре с внутренним диаметром 0,5 мм.
Препаративный изотахофорез проводят в колонке с полиакриламидным гелем.

## Применение изотахофореза
1. Аналитическое разделение (мкг) пептидов, белков, нуклеотидов, органических кислот, ионов металлов (частично изотопов) с высоким разрешением.
2. Препаративное разделение белков (г).
3. Накопление в виде узкой зоны следовых количеств веществ (мкг) из больших объемов пробы вследствие эффекта концентрирования.
4. Определение электрофоретической подвижности.